# 伊莱河畔沙内
伊莱河畔沙内（法語：Chasné-sur-Illet，法語發音：[ʃane syʁ ilɛ]）是法国伊勒-维莱讷省的一个市镇，位于该省中部，属于雷恩区。

## 地理
伊莱河畔沙内（48°14'14"N, 1°33'54"W）面积9.47 平方千米，位于法国布列塔尼大區伊勒-维莱讷省，该省份为法国西北部沿海省份，位于布列塔尼半岛东部，北濒大西洋，西接阿摩尔滨海省和莫尔比昂省，南至大西洋卢瓦尔省，西南端接曼恩-卢瓦尔省，东临马耶讷省，东北与芒什省接壤。
与伊莱河畔沙内接壤的市镇（或旧市镇、城区）包括：圣叙尔皮斯拉福雷、利夫雷附近埃尔塞、利夫雷、穆阿泽、圣欧班多比涅。

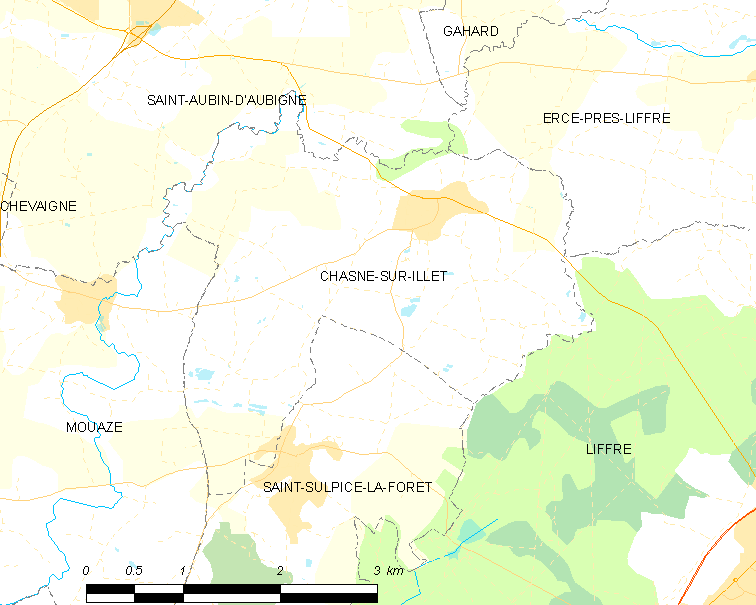
伊莱河畔沙内的OSM定位图

伊莱河畔沙内的时区为UTC+01:00、UTC+02:00（夏令时）。

## 行政
伊莱河畔沙内的邮政编码为35250，INSEE市镇编码为35067。

## 政治
伊莱河畔沙内所属的省级选区为利夫雷县。

## 人口

1962-2008年间伊莱河畔沙内人口变化图示

伊莱河畔沙内于2022年1月1日时的人口数量为1702人。